# Jeshua Anderson
Jeshua Anderson (ur. 22 czerwca 1989 w Woodland Hills, w dzielnicy Los Angeles, w stanie Kalifornia) – amerykański lekkoatleta, specjalizujący się w biegu na 400 metrów przez płotki.

## Osiągnięcia
- 2 złote medale Mistrzostw Świata Juniorów w Lekkoatletyce (Bydgoszcz 2008, bieg na 400 m przez płotki i sztafeta 4 x 400 m)
- złoty medal mistrzostw USA (2011)
- złoto uniwersjady (Shenzhen 2011)
- brązowy medal igrzysk panamerykańskich (Toronto 2015)[1]

## Rekordy życiowe
- bieg na 400 m przez płotki – 47,93 (2011)